# Félix González-Torres
Félix González-Torres (Guáimaro, Cuba, 26 de noviembre de 1957 - Miami, 9 de enero de 1996) fue un artista visual estadounidense-cubano. Conocido por sus instalaciones y esculturas minimalistas en las que utilizaba materiales como bombillas, relojes, pilas de papel o dulces empaquetados, en 1987 se incorporó al Grupo Material, un grupo de artistas con sede en Nueva York que tenían la intención de trabajar de manera colaborativa, adhiriéndose a los principios del activismo cultural y la educación comunitaria. 

## Biografía
En 1971, Félix González-Torres y su hermana Gloria fueron enviados a Madrid, donde se quedaron en un orfanato hasta establecerse en Puerto Rico con familiares suyos el mismo año. Se graduó en el Colegio San Jorge en 1976 y empezó sus estudios de Arte en la Universidad de Puerto Rico mientras participaba activamente en la escena artística local. Se trasladó a la ciudad de Nueva York el 1979 con una beca de estudios. El año siguiente participó en el Whitney Independiente Study Program, donde fue influido por su introducción a la teoría crítica. Asistió al programa por segunda vez en 1983, año en que recibió un Bachelor of Fine Artes en fotografía a cargo del Instituto Pratt.
En 1986 González-Torres viajó por Europa y estudió en Venecia. En 1987 recibió el título de Máster en Bellas Artes por el Centro Internacional de Fotografía y de la Universidad de Nueva York. Posteriormente, fue profesor de la misma Universidad de Nueva York y brevemente en el Instituto de las Artes de California en Valencia (California). En 1992 González-Torres recibió una beca del DAAD para trabajar en Berlín y al año siguiente, una beca de la National Endowment for the Artes. 
González-Torres padeció sida. Murió en Miami en 1996.

## Mercado
La pieza Untitled (portrait of Marcel Brient) (1992) de González-Torres, se vendió a Phillips de Pury & Company por un valor de 4,6 millones de dólares en 2010, un récord para el artista en una subasta.